# Daniel Farcas
Daniel Alejandro Farcas Guendelman (Santiago, 2 de noviembre de 1963) es un administrador público y político chileno de origen judío, militante del Partido por la Democracia (PPD). Se ha desempeñado como diputado de la República por el Distrito N.° 17 en el periodo 2014-2018, y fue director nacional del Servicio Nacional de Capacitación y Empleo (SENCE) entre 2000 y 2002.

## Biografía
Nació el 2 de noviembre de 1963, en Santiago. Hijo de Adalberto Farcas Knapp y Clara Guendelman Israel. Es padre de dos hijas: Katia y Valeria. Es judío de etnia y religión.
Es administrador público y licenciado de ciencias políticas en la Universidad de Chile. En el ámbito laboral, en los años 1990 se desempeñó como gerente de ventas de las tiendas por departamento Guendelman. En 1992, obtuvo la Beca Presidente de la República para realizar estudios de postgrado en España, donde se especializó en Administración de Empresas en el Institute for Executive Development de Madrid. Luego, realizó un Ph.D. en Leadership in Higher Education en Capella University, Estados Unidos. Ha cursado postgrados en finanzas y marketing en los Programas de Especialización en Gestión y Colaboración entre Sectores Público-Privados en el Institute for Public-Private Partnership en Washington D. C.
Entre 2002 y 2010, fue vicepresidente y prorector de la Universidad de Artes, Ciencias y Comunicación (Uniacc) y rector del Instituto Profesional IACC. En 2009, presidió la Corporación de Universidades Privadas (CUP). A partir de 2011, coordinó la Red Ciudadana Santiago Norte. Ha sido director ejecutivo, asesor comercial y gerente de diversas empresas, además de socio de Transportes Conferencia Ltda., Centro Veterinario y Agrícola (Centrovet), Inversiones Kava Ltda., Farquímica Ltda. e Inmobiliaria Vertical S.A.
Como docente, fue profesor del Programa de Capacitación para Funcionarios Públicos y del taller Calidad Total, ambos dictados en la Facultad de Ciencias Administrativas de la Universidad Internacional SEK. También ha sido profesor del Seminario Diseño de Estrategias de Marketing en Servicios Públicos en la Escuela de Administración y Gobierno del Instituto de Ciencia Política de la Universidad de Chile.

## Trayectoria política y pública
Durante su época universitaria fue dirigente estudiantil, militante de la Izquierda Cristiana. Fue secretario general de la Federación de Estudiantes de la Universidad de Chile. Es militante del Partido por la Democracia desde sus inicios en 1987.
Fue director de la Empresa de Servicios Sanitarios de Antofagasta (ESSAN) y del Metro Valparaíso (Merval). Entre 1994 y 1995 fue asesor del gabinete del Subsecretario de Obras Públicas y asesor del Gerente General de la Corporación de Fomento de la Producción (CORFO).

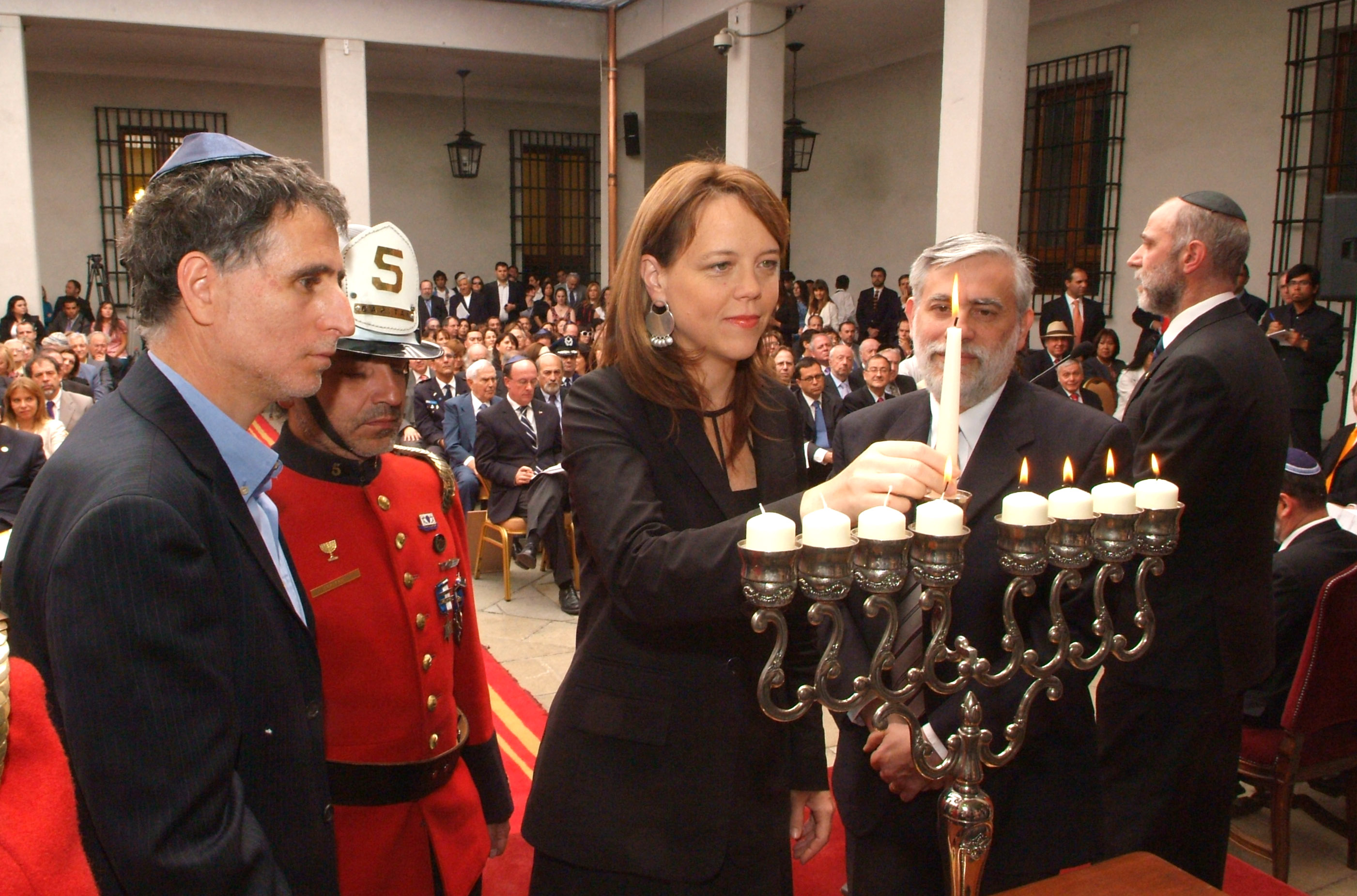
Farcas junto a la entonces ministra Ena von Baer en la celebración de Janucá en 2010.

Durante el gobierno del presidente Eduardo Frei Ruiz-Tagle, fue nombrado director de la División de Organizaciones Sociales (DOS), dependiente del Ministerio Secretaría General de Gobierno. En 2000 asumió el cargo de director nacional del Servicio Nacional de Capacitación y Empleo (SENCE), durante el gobierno del presidente Ricardo Lagos Escobar. En 2002 salió de la institución por su responsabilidad política[¿Por qué?] en el llamado «caso Coimas».
En 2005, asumió como coordinador general del programa de gobierno de Michelle Bachelet, candidata a la presidencia para la elección de ese mismo año y elegida para el periodo 2006-2010.

### Diputado
En agosto de 2013 fue candidato a diputado por el Distrito N.° 17 en las elecciones primarias realizadas por la coalición Nueva Mayoría, donde se convirtió en candidato de la coalición. Fue elegido diputado en las elecciones parlamentarias de noviembre de 2013, y asumió en el cargo el 11 de marzo de 2014.
En la Cámara fue integrante de las Comisiones Economía, Fomento; Micro, Pequeña y Mediana Empresa; Protección de los Consumidores y Turismo; y Seguridad Ciudadana (desde marzo de 2015). Entre marzo de 2014 y marzo de 2015 integró la Comisión Permanente de Vivienda, Desarrollo Urbano y Bienes Nacionales. No buscó la reelección en las elecciones parlamentarias de 2017, cesando en su cargo el 11 de marzo de 2018.

## Controversias

### Becas Valech
Ha sido cuestionado por el uso de las «Becas Valech» (compensación para quienes sufrieron tortura en la época de la dictadura), en cursos de capacitación en Uniacc, donde fue vicerrector académico, pro-rector y posteriormente rector entre los años 2002 y 2010. Durante su administración, se recibió $15 mil millones de pesos, en relación con cubrir a los estudiantes beneficiados por las Becas Valech, pero no hubo una especificación sobre el tipo de cursos, ni una fiscalización para que estos fondos fuesen bien utilizados y transferidos. Además se llevaron a cabo la creación de «programas especiales» que no otorgaban el título universitario, afectando a 1500 expresos políticos, que se habían matriculado en aquellos programas.
El hecho se hizo público en 2011, cuando una Comisión Investigadora de la Cámara de Diputados realizó una acusación hacia Farcas, a Andrés Lastra (quién también fue rector de la universidad) y a otras autoridades de malversación de fondos y fraude al fisco. También acusaron a las entonces Ministras de Educación, Yasna Provoste (DC), Mónica Jiménez, al Jefe de la División de Educación Superior, Julio Castro (quién fue además rector de la polémica Universidad del Mar en 2009) y su jefe de gabinete, Rodrigo Lasen, por actos de negligencia en el caso y por mostrar absoluta indiferencia ante las acusaciones que se llevaron a cabo, antes de que saliera a la luz pública. A pesar de las conclusiones y pruebas mostradas, Farcas y las autoridades responsables no recibieron sanción alguna, debido al cierre de la investigación y que el uso de la beca estaba justificado por la ley, por lo que terminó afectando a miles de familias.

### Conflictos con otros políticos

#### Vlado Mirosevic y el software libre
En el año 2014 participó en una controversia con el diputado Vlado Mirosevic (PL), quien presentó un proyecto de ley que buscaba impulsar el uso de software libre en el Estado de Chile, y que fue aprobado por la Cámara de Diputados. Farcas presentó un proyecto al día siguiente, que buscaba apoyar la propiedad intelectual de los creativos de software nacional, protegiendo su desarrollo e incentivando a su globalización. El debate entre ambos parlamentarios fue polémico e incluyó disputas públicas y acusaciones mutuas, y Farcas fue acusado de bloquear el proyecto de Mirosevic y de beneficiar a la empresa Microsoft, a petición de sus grupos de lobby.
En agosto de 2016 volvió a protagonizar un incidente con Mirosevic al agredirlo físicamente en el hemiciclo de la Cámara de Diputados durante una sesión. Dicha situación motivó una denuncia en contra suya por parte de Mirosevic.

#### Dichos hacia Karol Cariola y a Daniel Jadue
En noviembre de 2015, Farcas relacionó a la diputada Karol Cariola (PC) y al alcalde de Recoleta Daniel Jadue, en el homicidio de una mujer israelí de 80 años a manos de un terrorista palestino, publicando en su cuenta de Twitter: ''Atacada con un cuchillo una mujer de 80 años, seguramente Daniel Jadue y Karol Cariola estarán celebrando...''. La publicación generó polémica y fue llevado a la Comisión de Ética de la Cámara de Diputados por Cariola, en la que ella afirmó que los dichos de Farcas son injustificados y descalificadores, y que constituían una crítica política hacia ella y a Jadue, por su postura hacia la situación en Medio Oriente. Tras ello, la Comisión de Ética sancionó a Farcas, con una multa del 2% de su dieta parlamentaria (115.000 pesos chilenos).
Sin embargo, después de haber recibido la sanción y ser amonestado, Farcas entró nuevamente en conflicto con Karol Cariola, cuando esta última fue víctima de robo en su domicilio en la comuna de Ñuñoa, en que los antisociales les sustrajeron objetos de valor y un automóvil de marca BMW, perteneciente a familiares de su pareja. Tras ello, Farcas publicó en su cuenta de Twitter: ''Las ironías del destino. La diputada que se opuso a la agenda corta antidelincuencia sufre el robo de su BMW. Paradojas de la vida''. Sus dichos fueron criticados tanto por parlamentarios como por la opinión pública, siendo acusado de oportunista.

## Historial electoral

### Elecciones parlamentarias de 2013
- Elecciones parlamentarias de 2013 a Diputado por el distrito 17 (Conchalí, Huechuraba y Renca)[16]